# Pseudoliparis
Pseudoliparis är ett släkte av fiskar. Pseudoliparis ingår i familjen Liparidae.
Kladogram enligt Catalogue of Life:
| Pseudoliparis | \| \| Pseudoliparis amblystomopsis \| \| \| \| \| \| Pseudoliparis belyaevi \| \| \| \| |
|               | \| \| Pseudoliparis amblystomopsis \| \| \| \| \| \| Pseudoliparis belyaevi \| \| \| \| |
|               | Pseudoliparis amblystomopsis                                                            |
|               |                                                                                         |
|               | Pseudoliparis belyaevi                                                                  |
|               |                                                                                         |